# Equinox (álbum)
Equinox es un álbum de estudio del grupo de Rock norteamericano Styx publicado en 1975. Es el primer álbum de Styx para la empresa discográfica "A&M Records" y el último álbum en incluir al guitarrista, cantante y tecladista John Curulewski. "Equinox" fue producido por "Styx" y llegó al puesto 58 de "Billboard" en los Estados Unidos, mientras que el sencillo "Lorelei" llegó al puesto 27 también de "Billboard". 

## Lista de canciones
1. "Light Up" (Dennis DeYoung) - 4:17
2. "Lorelei" (Dennis DeYoung/James Young) - 3:19
3. "Mother Dear" (John Curulewski/Dennis DeYoung) - 5:25
4. "Lonely Child" (Dennis DeYoung) - 3:47
5. "Midnight Ride" (James Young) - 4:17
6. "Born for Adventure" (Dennis DeYoung/John Curulewski/James Young) - 5:12.
7. "Prelude 12" (John Curulewski) - 1:21
8. "Suite Madame Blue" (Dennis DeYoung) - 6: 30

## Músicos
- John Curulewski: Guitarras, voces y sintetizadores.
- Dennis DeYoung: Teclados y voces.
- Chuck Panozzo: Bajo y voces.
- John Panozzo: Batería, percusión y voces.
- James Young: Guitarras y voces.